# Пам'ятник Зої Космодем'янській (Руза)
Пам'ятник Зої Космодем'янській — пам'ятник, встановлений в місті Рузі, присвячений пам'яті радянської партизанки, Герою Радянського Союзу Зої Анатоліївні Космодем'янській. Автор пам'ятника — Герой Соціалістичної Праці, народний художник СРСР, академік Зураб Церетелі.

## Про пам'ятник

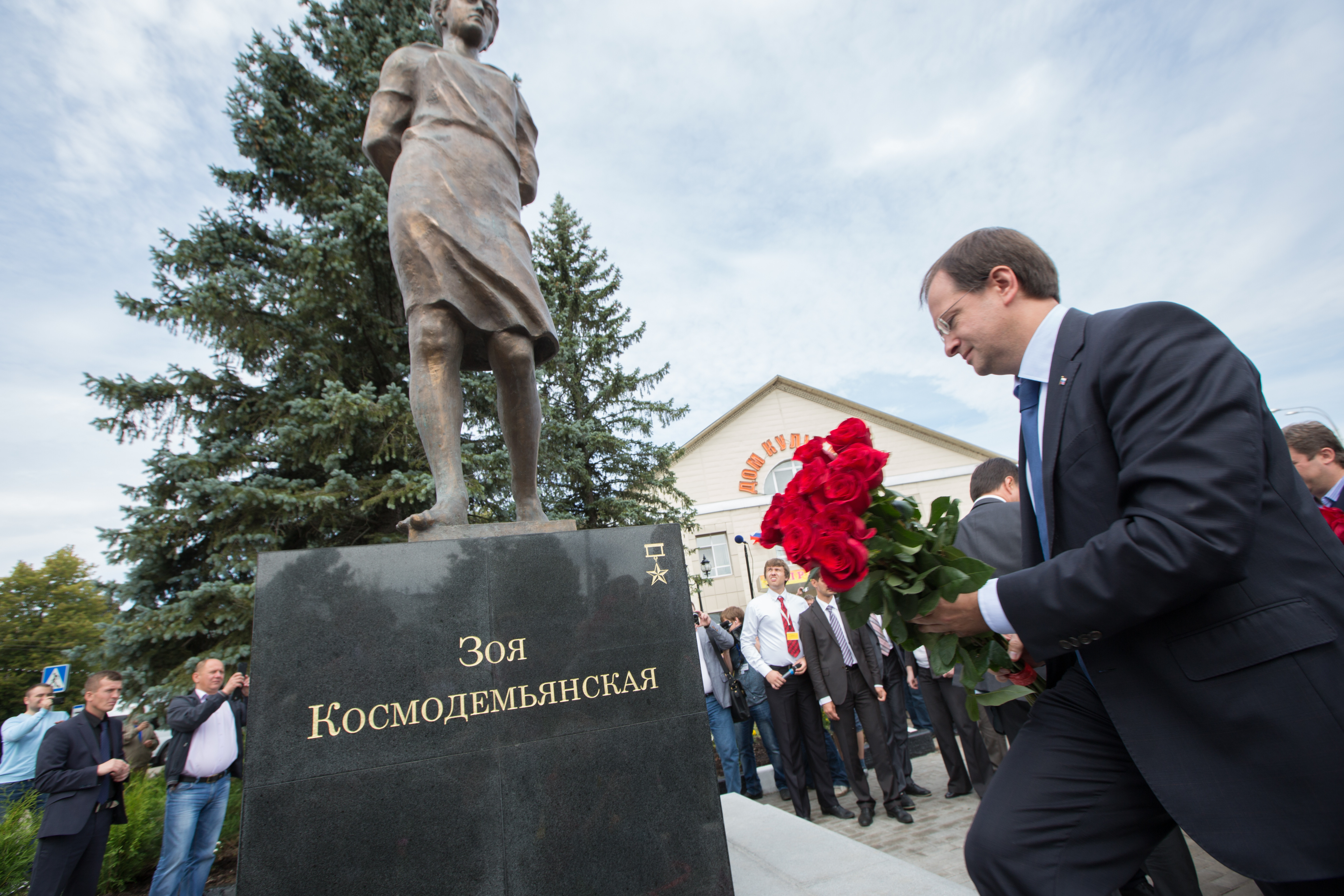
Голова РВІО Володимир Мединський на церемонії відкриття пам'ятника

Ініціатором встановлення пам'ятника стало Російське військово-історичне товариство (РВІО), яке передало скульптуру в дар місту. Місто Руза було обране в якості місця встановлення пам'ятника з тієї причини, що село Петрищево, де Космодем'янська була страчена 29 листопада 1941 року, знаходиться в Рузькому районі. Автором пам'ятника став скульптор Зураб Церетелі, за словами якого, пам'ятник «символізує мирне, довоєнне життя Зої і водночас її готовність до подвигу».
Урочисте відкриття пам'ятника відбулося 30 серпня 2013 року, напередодні 90-річчя з дня народження Зої Космодем'янської. У церемонії відкриття взяли участь Міністр культури Російської Федерації, голова Російського військово-історичного товариства Володимир Мединський і Губернатор Московської області Андрій Воробйов. Пам'ятник був встановлений перед Рузьким Будинком Культури.